# Hymenochaete fasciculata
Hymenochaete fasciculata är en svampart som beskrevs av P.H.B. Talbot 1948. Hymenochaete fasciculata ingår i släktet Hymenochaete och familjen Hymenochaetaceae.   Inga underarter finns listade i Catalogue of Life.